# Eumodicogryllus
A Eumodicogryllus a valódi tücskök rendszertani családjának egyik neme. Az ide tartozó fajok Eurázsiában és Észak-Afrikában élnek.

## Fajok
A genusba 5 faj tartozik. Magyarországon a bordói tücsök képviseli.
1. Eumodicogryllus bordigalensis (Latreille, 1804) - bordói tücsök
  1. E. bordigalensis bordigalensis (Latreille, 1804) alfaj, típusfaj
  2. E. bordigalensis turcomanorum (Semenov, 1915) alfaj
2. Eumodicogryllus chinensis (Weber, 1801)
3. Eumodicogryllus chivensis (Tarbinsky, 1930)
4. Eumodicogryllus theryi (Chopard, 1943)
5. Eumodicogryllus vicinus (Chopard, 1968)